# Leopold Lippens
Leopold Raymond Maurice François Marie Ghislain Lippens (Knokke, Bélgica, 20 de octubre de 1941-19 de febrero de 2021) fue un político belga. Fue alcalde de Knokke-Heist durante más de 40 años, desde 1979 hasta su muerte en 2021. El estadio de fútbol Burgemeester Graaf Leopold Lippens Park lleva su nombre a partir de la renovación en 2019.

## Vida
Formaba parte de la noble familia Lippens. Su abuelo fue el político Maurice August Lippens y su padre Léon Lippens, quien fue alcalde de Knokke. Su hermano menor era el empresario Maurice Lippens.
Lippens murió el 19 de febrero de 2021, a los 79 años, a causa de una leucemia.